# 格奥尔基·斯托伊丘
格奥尔基·斯托伊丘（羅馬尼亞語：Gheorghe Stoiciu，1943年9月3日—），罗马尼亚男子摔跤运动员。他曾代表罗马尼亚参加世界摔跤锦标赛，获得一枚银牌。他也曾出战1968年和1972年夏季奥林匹克运动会。